# HMS Milne (G14)
HMS Milne (G14) là một tàu khu trục lớp M được Hải quân Hoàng gia Anh Quốc chế tạo vào cuối những năm 1930. Nó đã nhập biên chế và phục vụ trong suốt Chiến tranh Thế giới thứ hai, được cho ngừng hoạt động sau khi chiến tranh kết thúc, và được bán cho Hải quân Thổ Nhĩ Kỳ vào ngày 27 tháng 4 năm 1959 như là chiếc TCG Alp Arslam. Nó bị tháo dỡ vào năm 1971.

## Thiết kế và chế tạo
Milne được đặt hàng cho xưởng tàu của hãng Scotts ở Greenock, Scotland trong Dự toán Ngân sách Hải quân 1938. Nó được đặt lườn vào ngày 24 tháng 1 năm 1940, được hạ thủy vào ngày 30 tháng 12 năm 1941 và được hoàn tất vào ngày 6 tháng 8 năm 1942.

## Lịch sử hoạt động
Trong chiến tranh, Milne đã hoạt động tại mặt trận Địa Trung Hải và Bắc Cực.
Sau chiến tranh, Milne được cho ngừng hoạt động và bị bỏ không cho đến khi được chuyển cho Thổ Nhĩ Kỳ vào ngày 27 tháng 4 năm 1959. Nó tiếp tục phục vụ cùng Hải quân Thổ Nhĩ Kỳ dưới tên gọi TCG Alp Arslam cho đến khi bị loại bỏ vào năm 1971.